# The Last Album (Albert Ayler)
| Recensione | Giudizio |
| ---------- | -------- |
| Allmusic   | [ 1 ]    |

The Last Album è un album discografico del musicista jazz Albert Ayler, pubblicato postumo dall'etichetta Impulse! Records nel 1971, poco tempo dopo la scomparsa dell'artista, avvenuta in circostanze misteriose nel novembre 1970.
Durante le sessioni in studio per questo album, venne registrato anche il materiale confluito nel disco Music Is the Healing Force of the Universe. L'album fu registrato il 26-29 agosto 1969 al Plaza Sound Studios di New York City.
Nel 2011 l'album è stato inserito nella collana di ristampe "Impulse! 2 in 1" e pubblicato in formato CD accorpato all'album Love Cry.

## Il disco
La prima traccia sull'album è un duetto senza titolo che coinvolge il chitarrista rock membro dei Canned Heat Henry Vestine e Ayler alla cornamusa. La seconda traccia, Again Come The Raising of the Sun, è costituita dalla lettura di una poesia ad opera della fidanzata di Ayler, Mary "Maria" Parks, accompagnata dal sax dell'artista che sembra rispondere alle domande retoriche della donna.
Toiling è una traccia in stile blues dove la chitarra di Vestine è lo strumento più in evidenza.
I restanti brani sull'album sono maggiormente nello spiritato stile free jazz già familiare al pubblico di Ayler.

## Tracce
1. Untitled Duet – 1:28
2. Again Come The Raising of the Sun – 2:21
3. All Love – 9:02
4. Toiling – 5:08
5. Desert Blood – 5:39
6. Birth of Mirth – 5:22
7. Water Music – 6:18

## Formazione
- Albert Ayler: sassofono, cornamusa
- Stafford James: contrabbasso
- Bill Folwell: basso elettrico
- Muhammad Ali: batteria
- Henry Vestine: chitarra elettrica
- Bobby Few: pianoforte
- Ed Michel: produzione
- Mary Maria Parks: voce